# TSG 1899 Hoffenheim (féminines)
Pour la section masculine, voir TSG 1899 Hoffenheim.
Maillots
Actualités
L'équipe féminine de football du TSG 1899 Hoffenheim est une des sections du TSG 1899 Hoffenheim. Elle est créée en 2007. L'équipe évolue en première division du championnat d'Allemagne de football féminin depuis la saison 2013-2014.

## Histoire
En l'an 2000, les clubs de 1. FC Mühlhausen et VfB St. Leon créent ensemble une équipe féminine. Cette équipe monte rapidement les échelons dans le Pays de Bade et pour la saison 2006-2007, l'entente prend le nom de SG Hoffenheim/St. Leon. En fin de saison, l'entente est dissoute et l'équipe est reprise par le TSG 1899 Hoffenheim, car les ententes ne sont pas admises dans les niveaux supérieurs du football allemand.
Dès sa première saison le club est champion du Pays de Bade. Comme l'équipe première et la deuxième équipe du club se retrouvèrent en finale de la coupe régionale, ce qui fut une nouveauté, la Ligue décida de ce fait de n'autoriser que les équipes premières à participer aux compétitions de Coupe.
Après quatre promotions successives, Hoffenheim monte en deuxième Bundesliga, groupe Sud. Lors de la dernière journée de la saison 2012-2013, Hoffenheim joue contre le 1. FC Cologne pour le titre, après un score nul (3-3), Hoffenheim remporte le titre avec un point d'avance et s'assure la montée en Bundesliga.
Après une première saison compliquée terminée à la neuvième place, Hoffenheim se stabilise dans le milieu du tableau entre 2014 et 2019. En 2019-2020, porté par Nicole Billa, Isabelle Hartig ou encore Tabea Waßmuth, le club grimpe sur la troisième marche du podium, derrière les deux cadors du championnat, le Bayern Munich et le VfL Wolfsburg.
En 2020-2021, le club finit à nouveau troisième de Bundesliga et se qualifie pour la première fois pour la Ligue des champions.

## Deuxième équipe
L'équipe réserve de Hoffenheim évolue depuis la saison 2013-2014 en deuxième Bundesliga et remporte en 2015-2016 son premier titre de champion, suivi de deux autres titres les saisons suivantes.